# Molin

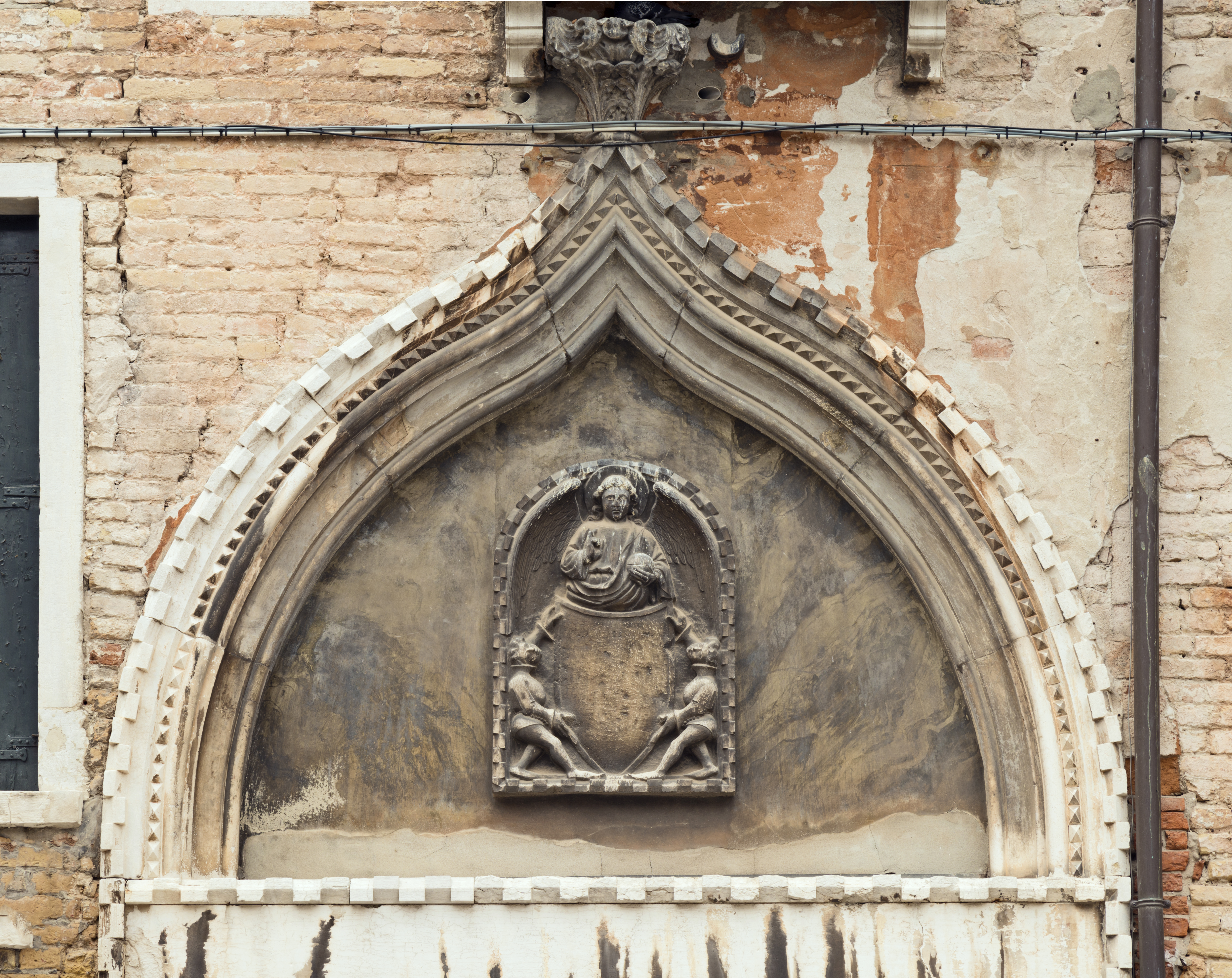
Lo stemma di Casa Molin sopra il portale del Palazzo Molin di Campo San Maurizio, Venezia

I Molin (talvolta anche da Molin) furono una famiglia patrizia veneziana, annoverata fra le cosiddette Case Nuove. A metà del secolo XVII diede alla Repubblica un doge, Francesco Molin.

## Storia
L'origine di questa famiglia è incerta. Divisa sin dai tempi più antichi nei rami "del Molin Rosso" e "del Molin d'Oro", i genealogisti fanno provenire il primo da Mantova e il secondo da San Giovanni d'Acri. Altri ravvisano un legame con la Francia (Molines).
Fu presente a Venezia probabilmente già prima dell'anno 877, e fu inclusa nella serrata del Maggior Consiglio del 1297.
Secondo la leggenda, nel 905 la questa famiglia, assieme a quella dei Baseggio, fondò la chiesa di Sant'Agnese a Dorsoduro, mentre nel 1132 Daniele Molin, abate cistercense, fece edificare la chiesa di San Daniele. Tra gli altri esponenti di questo casato vi furono comandanti, ecclesiastici, letterati e uomini politici. Giunse all'apice della potenza durante il secolo XVIII, con l'elezione al titolo dogale di Francesco Molin.
All'epoca della caduta della Repubblica, la famiglia era divisa in sei differenti rami.

## Membri illustri
- Biagio Molin († 1447), patriarca cattolico
- Ludovico Molin († 1604), arcivescovo cattolico
- Nicolò Molin (1560-1608), ambasciatore della Serenissima, committente di Villa Molin a Padova
- Francesco Molin (1575 - 1655), doge veneziano
- Giovanni Molin (1705 - 1773), cardinale
- Alessandro Molin, Capitano generale da mar

## Luoghi e architetture
A Venezia
- Palazzo Molin del Cuoridoro, nel sestiere di San Marco
- Palazzo Molin a San Basegio, a Dorsoduro
- Palazzo Molin Balbi Valier della Trezza, a Dorsoduro
- Palazzo Molin agli Ognissanti "dell'Adriatica", a Dorsoduro
- Palazzo Molin in Campo San Maurizio, a San Marco
- Palazzo Molin Querini, a Cannaregio
- Palazzo Molin Erizzo, a Cannaregio
- Palazzo Molin a San Fantin, a San Marco
- Palazzo Molin a San Zulian, a San Marco
- Palazzo Molin delle due Torri, sulla Riva degli Schiavoni a San Marco, non più esistente (inglobato nel monastero del Santo Sepolcro)

Fuori da Venezia
- Villa Molin, a Padova
- Palazzo Molino della Torre, a Barcellona Pozzo di Gotto, sede dell'associazione d'arma nazionale ric. Ministero Difesa Del Fante

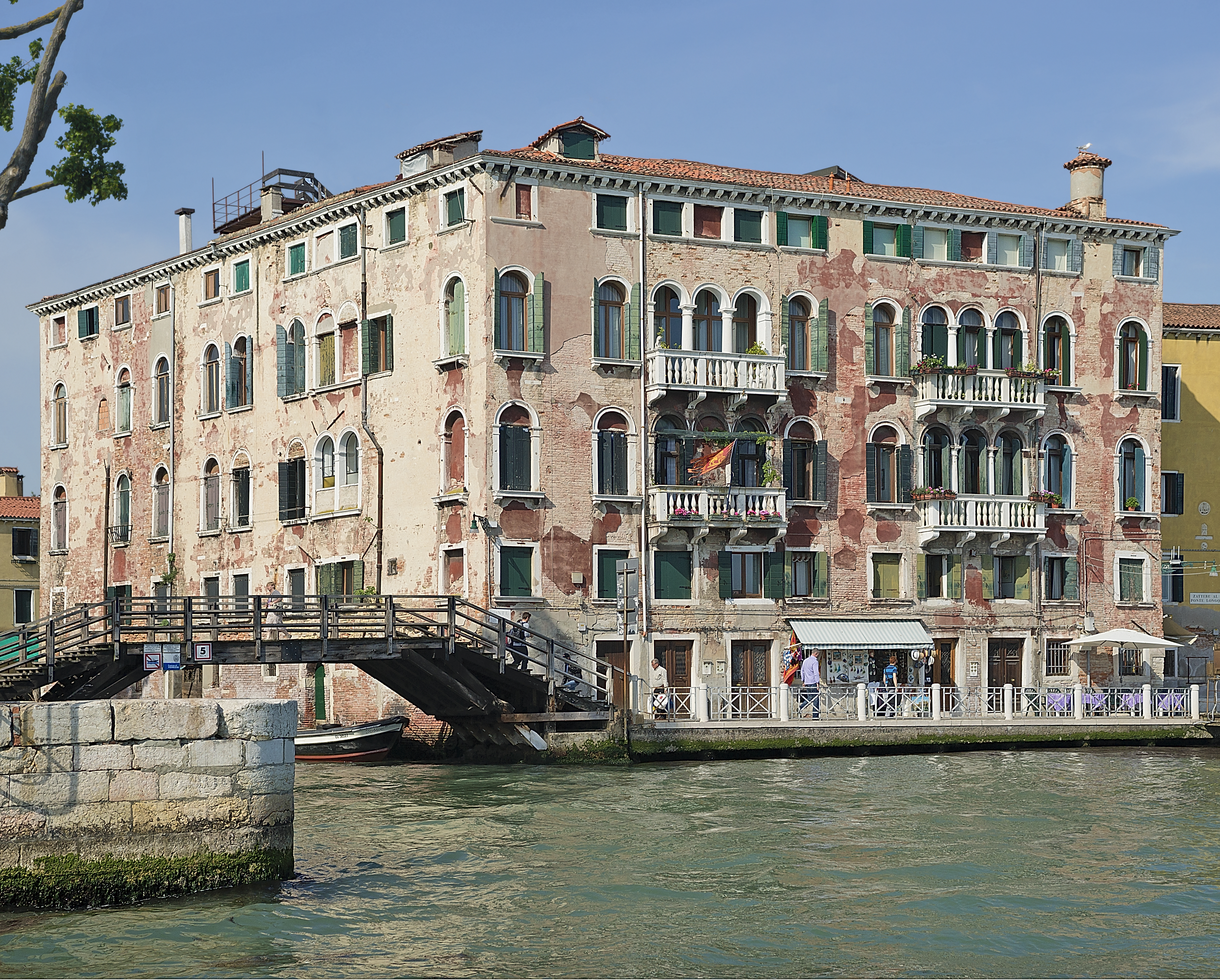
Palazzo Molin a San Basegio
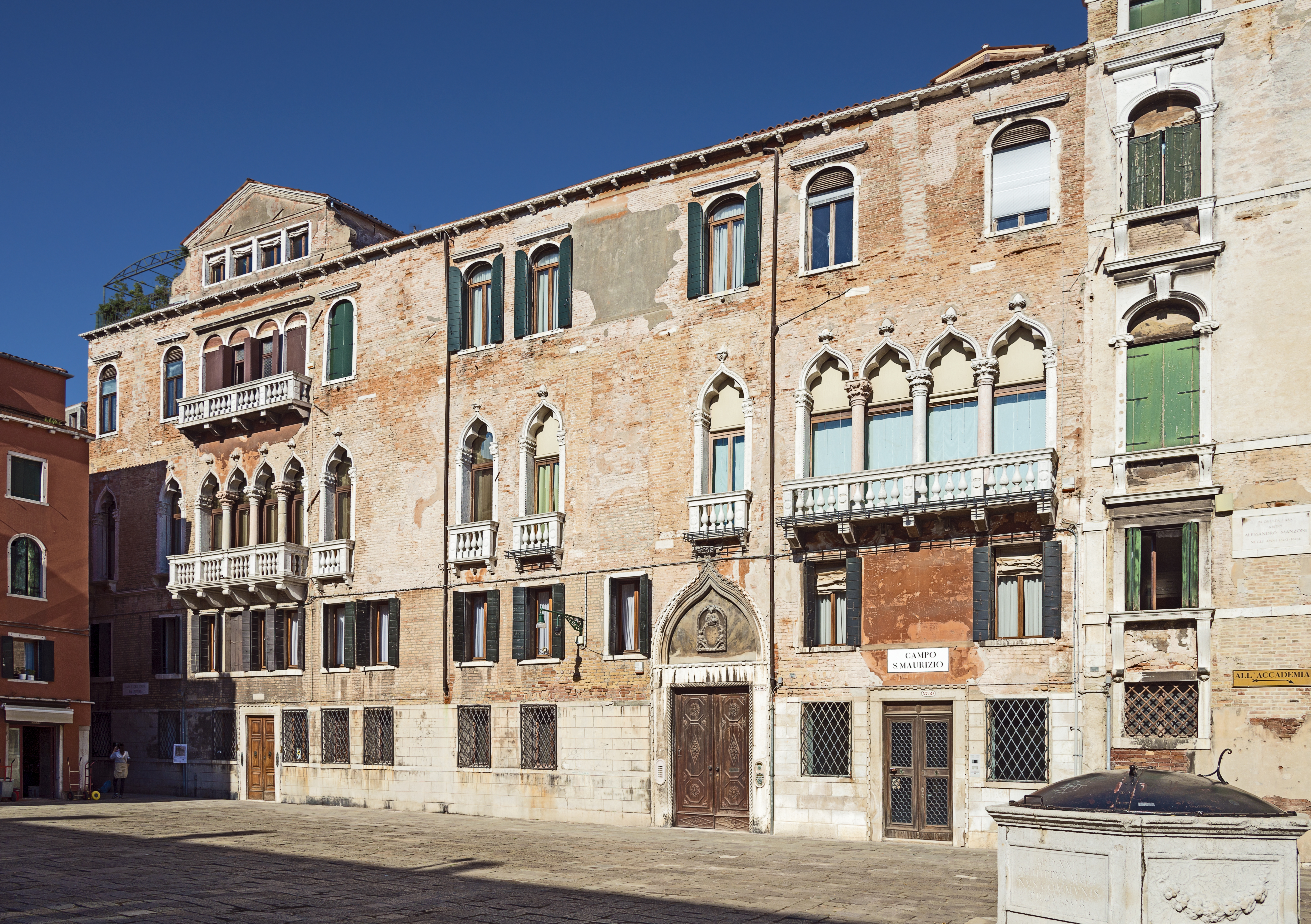
Palazzo Molin a San Maurizio
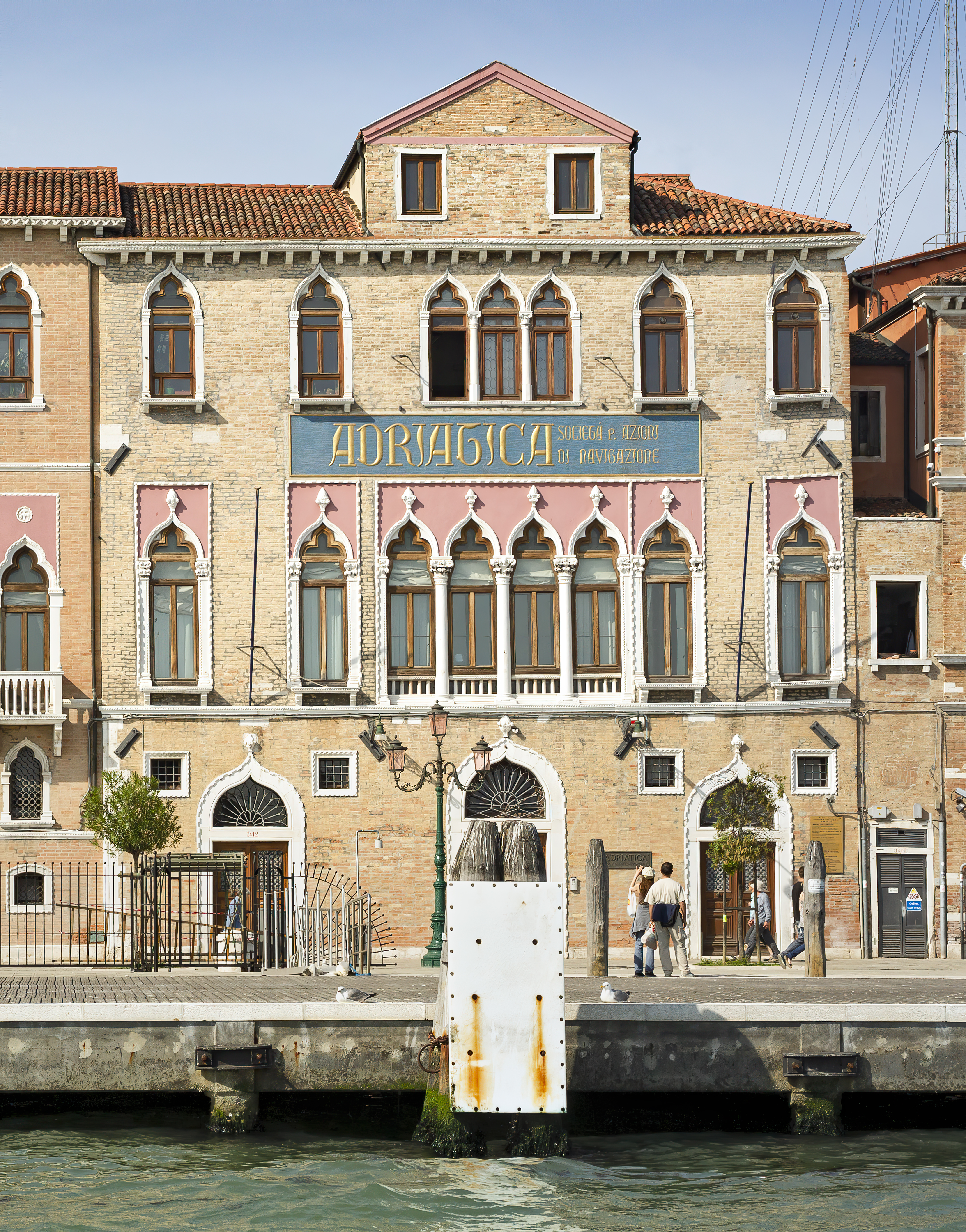
Palazzo Molin agli Ognissanti
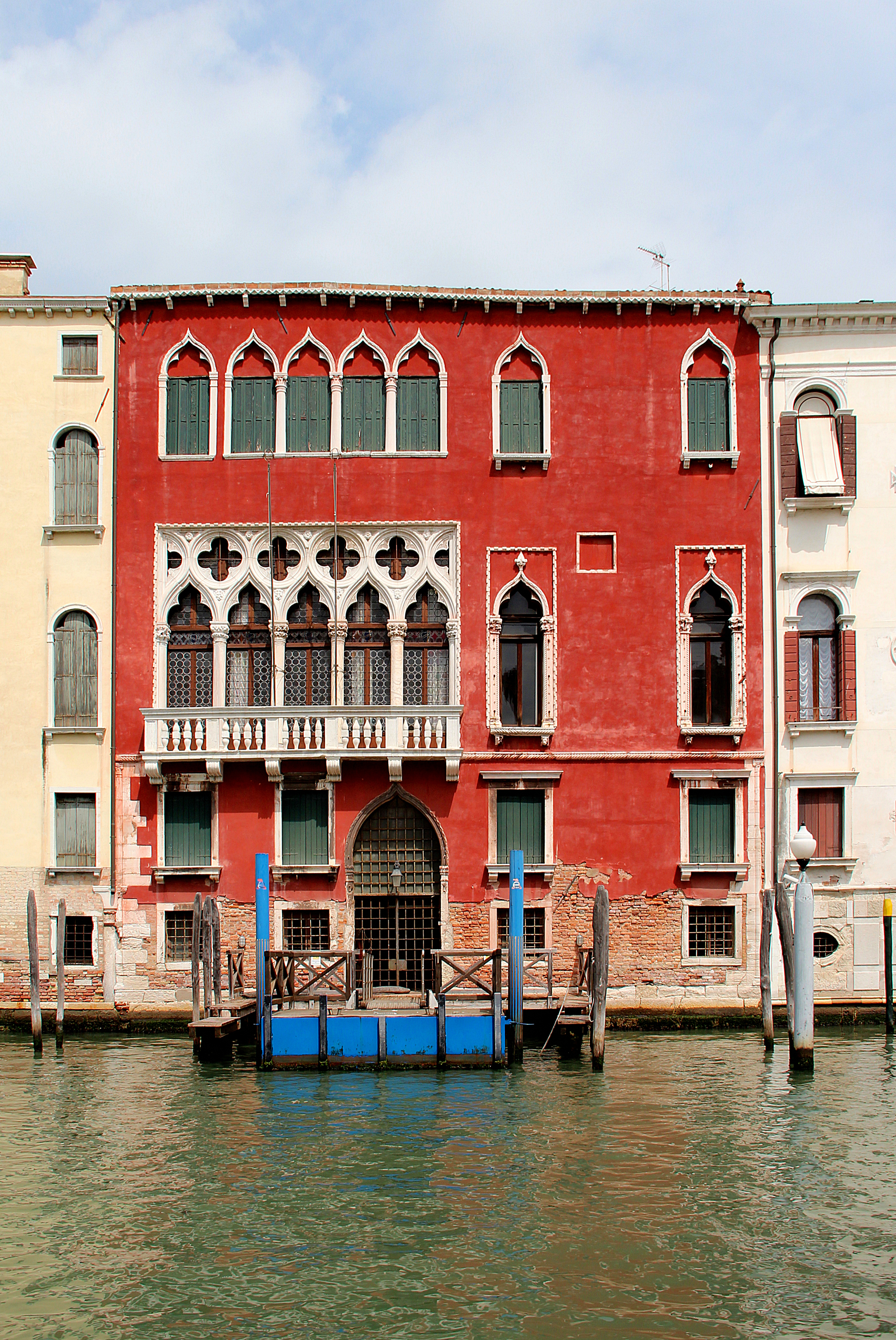
Palazzo Molin a San Maurizio
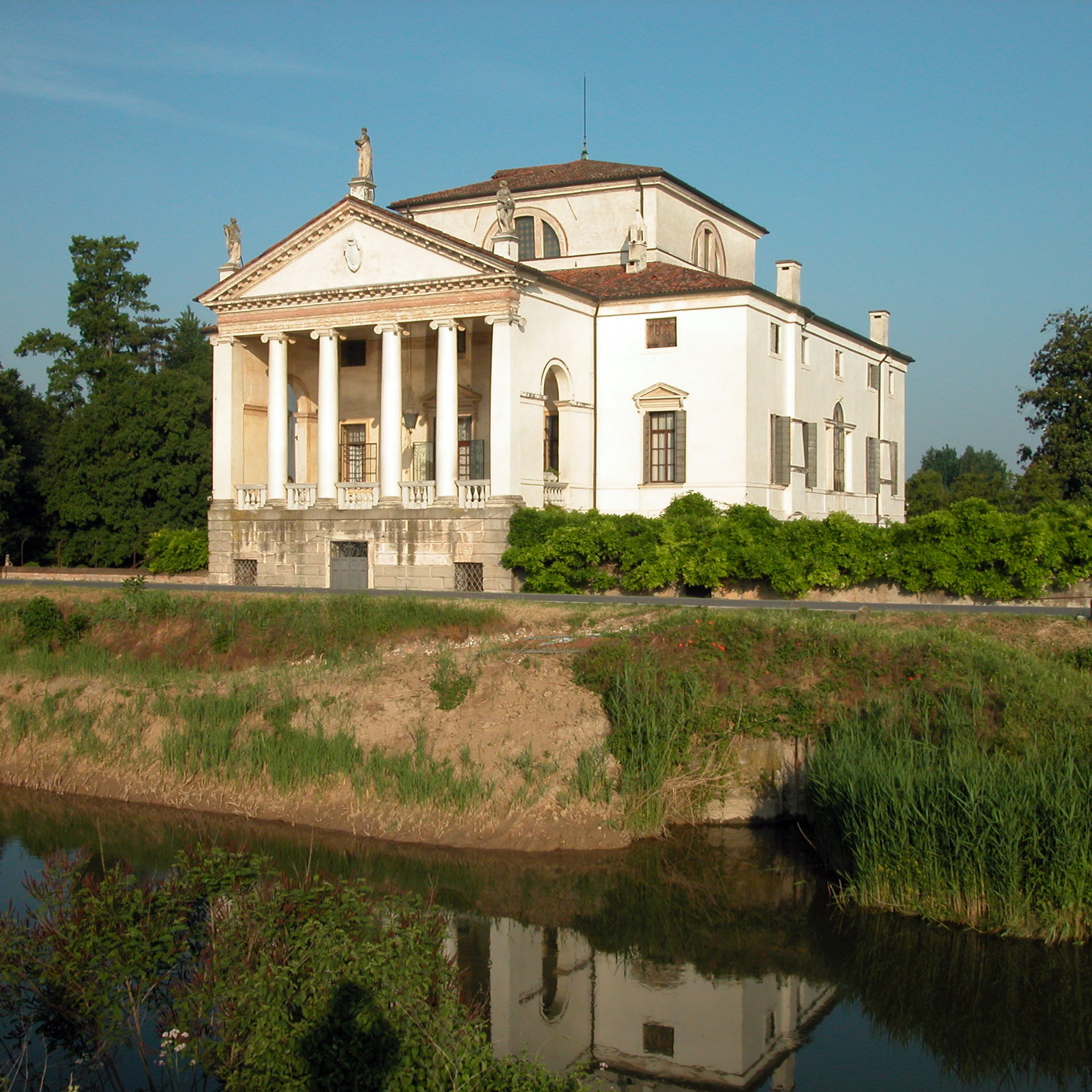
Villa Molin